# Magdalena Tjernberg
Magdalena Tjernberg es una deportista sueca que compitió en natación adaptada. Ganó trece medallas en los Juegos Paralímpicos de Verano en los años 1984 y 1988.

## Palmarés internacional
| Juegos Paralímpicos | Juegos Paralímpicos                              | Juegos Paralímpicos | Juegos Paralímpicos |
| Año                 | Lugar                                            | Medalla             | Prueba              |
| ------------------- | ------------------------------------------------ | ------------------- | ------------------- |
| 1984                | Nueva York (EE. UU.) Stoke Mandeville (R. Unido) | Medalla de oro      | 100 m mariposa B1   |
| 1984                | Nueva York (EE. UU.) Stoke Mandeville (R. Unido) | Medalla de oro      | 100 m braza B1      |
| 1984                | Nueva York (EE. UU.) Stoke Mandeville (R. Unido) | Medalla de oro      | 400 m braza B1      |
| 1984                | Nueva York (EE. UU.) Stoke Mandeville (R. Unido) | Medalla de oro      | 400 m libre B1      |
| 1984                | Nueva York (EE. UU.) Stoke Mandeville (R. Unido) | Medalla de plata    | 100 m libre B1      |
| 1988                | Seúl (Corea del Sur)                             | Medalla de oro      | 50 m braza B1       |
| 1988                | Seúl (Corea del Sur)                             | Medalla de oro      | 100 m braza B1      |
| 1988                | Seúl (Corea del Sur)                             | Medalla de oro      | 200 m braza B1      |
| 1988                | Seúl (Corea del Sur)                             | Medalla de oro      | 100 m libre B1      |
| 1988                | Seúl (Corea del Sur)                             | Medalla de oro      | 400 m libre B1      |
| 1988                | Seúl (Corea del Sur)                             | Medalla de oro      | 200 m estilos B1    |
| 1988                | Seúl (Corea del Sur)                             | Medalla de plata    | 50 m libre B1       |
| 1988                | Seúl (Corea del Sur)                             | Medalla de plata    | 100 m mariposa B1   |